# M. Peterson & Søn
M. Peterson & Søn, från 2006 Peterson AS, var ett norskt skogsindustriföretag.

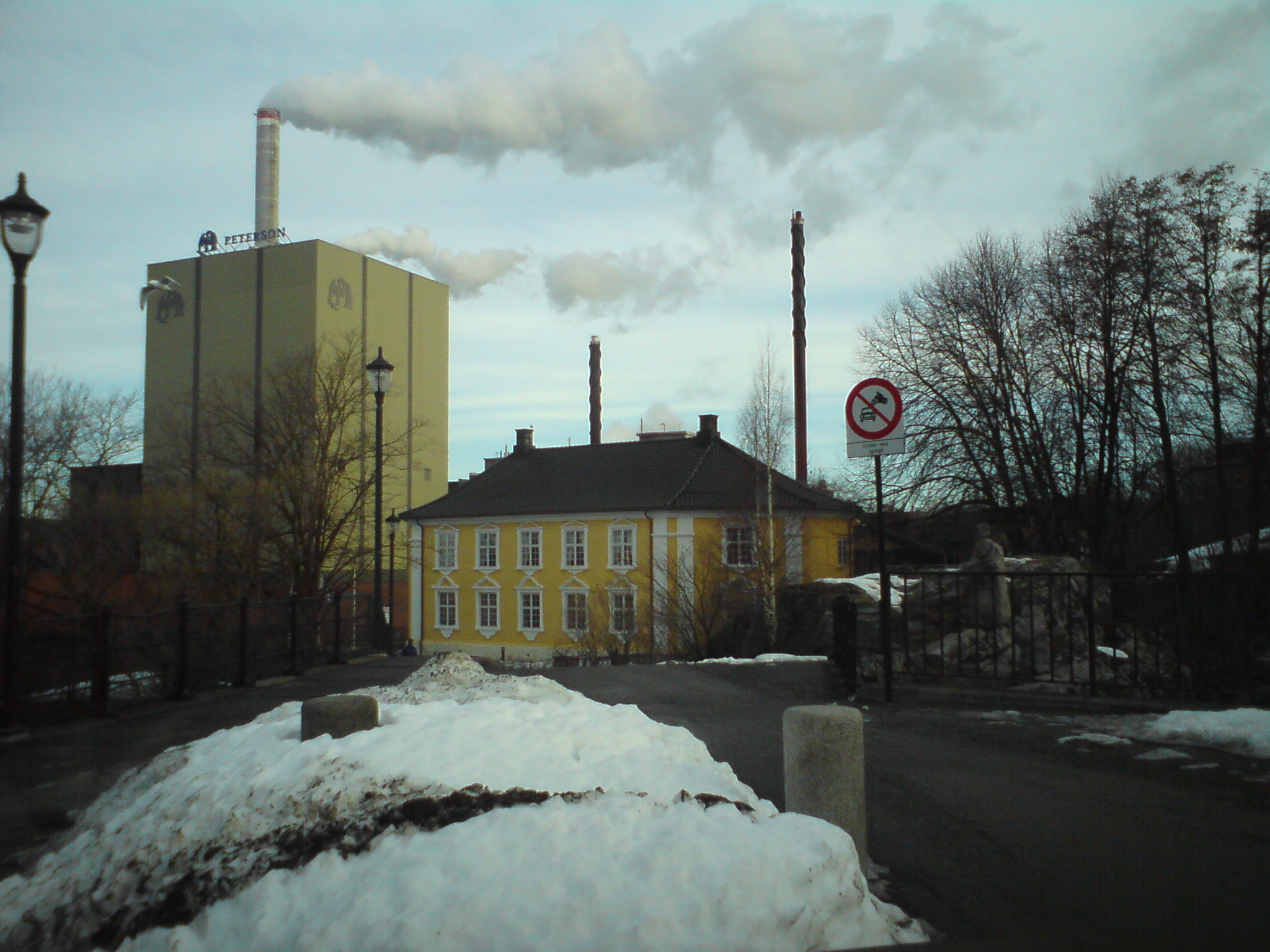
Petersons fabriksområde och Konvensjonsgården i Moss 2010

Företaget drev Ranheim Papirfabrikk i Ranheim i Trondheim samt förpackningsfabriker i Norge, Danmark och Sverige. M. Peterson köpte 1990 Säffle sulfitfabrik av Billeruds AB. 

## Historik

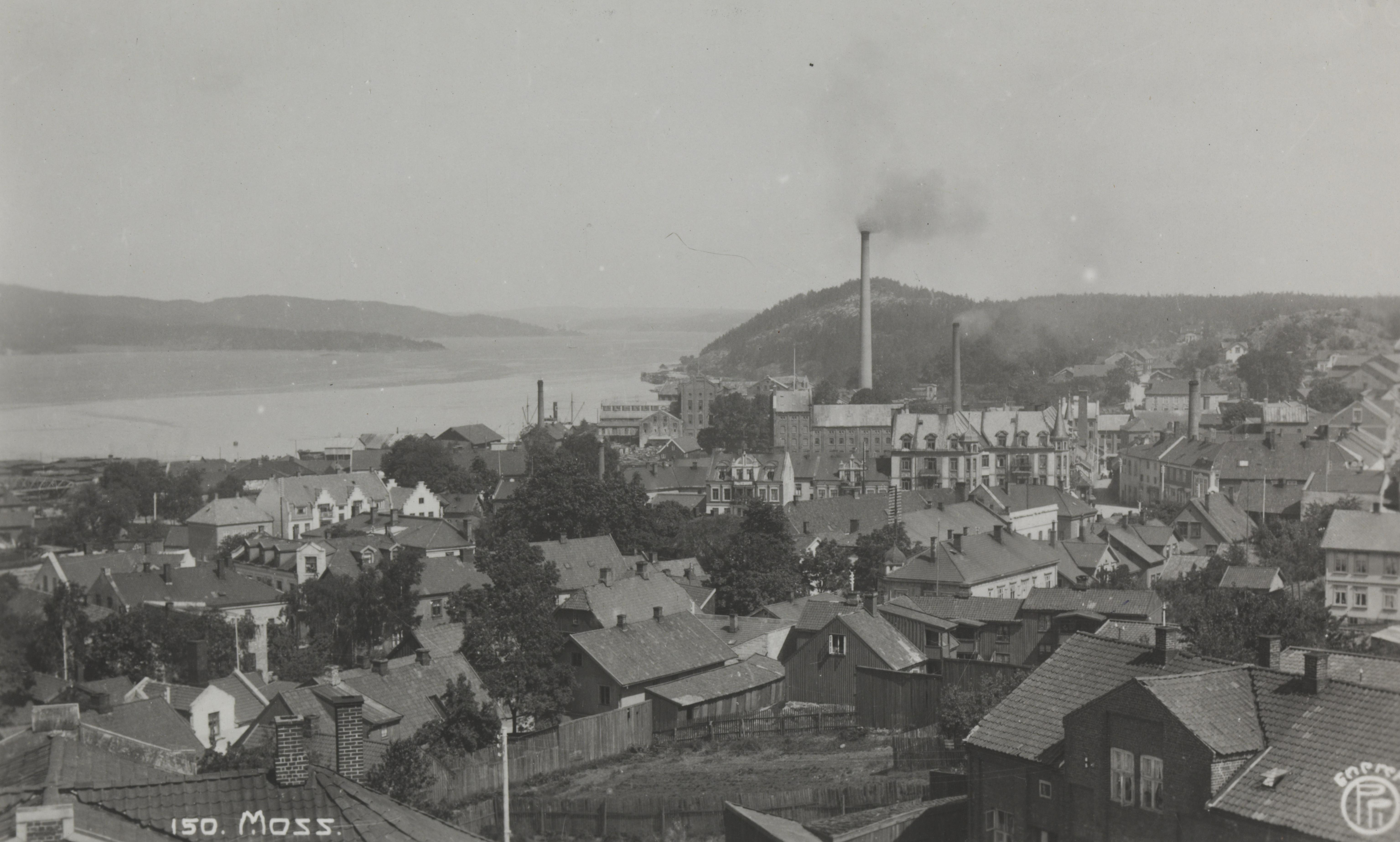
M. Peterson & Søns sulfatmassabruk på tidigare Moss Jernverks område från 1883. Bilden är från 1920-talet

Företaget grundades 1801 i Norge av den danskfödde köpmannen Momme Peterson (1771–1835), ursprungligen som en diversehandel. Momme Peterson grundade senare ett spinneri, och hans företag hade från 1828 namnet M. Peterson & Søn. Peterson vidgade efter hand verksamheten till att också omfatta handel med timmer och från 1848 skeppsbyggnad samt rederiverksamhet. År 1875 köpte företaget Moss Jernverk i Moss. 
Företaget lämnade, under ledning av grundarens sonson Theodor Peterson, rederiverksamheten 1883 för att i stället investera i sulfatmassatillverkning med Moss Cellulosefabrikk. Fabriken i Moss började också 1898 tillverka papper. Ättlingen Hans Blom Peterson (död 1954) var chef för företaget 1901–1954 och ägnade sig framför allt åt att inrikta företaget på pappersindustridelen, inklusive säcktillverkning. Företaget fortsatte att vara familjeägt också efter Hans Blom Petersons död, och en annan familjemedlem, Ralph Mollatt, tillträdde som chef 1963. Tillsammans med sin bror Erik Mollatt försköt han gradvis företagets inriktning mot förpackningstillverkning. Under denna period köpte M. Peterson & Søn ett flertal företag, som Sarpsborg Papp 1961, Norsk Papiremballage 1963, Polycoat 1964, Greaker Industrier 1979 och Ranheim Papirfabrikk 1983. Erik Mollatt var vd mellan 1983 och 2002.
År 2001 avknoppades massa- och pappersfabriken i Greåker (då Peterson Scanproof) till ett nybildat företag under namnet Nordic Paper, med M. Peterson & Søn och Norske Skogindustrier som ägare. Peterson sålde sin ägardel 2006. Samma år köptes M. Peterson & Søn av en grupp investerare och namnändrades till Peterson AS.
Det belgiska förpackningsföretaget VPK Packaging Group (tidigare Van Genechten Packaging) köpte Peterson Packaging i oktober 2016 av Pemco AS och Unitel AS. I köpet ingick tre fabriker i Norge, två i Sverige och en i Danmark.

## Fabriksenheterna idag
- Massa- och pappersfabrikerna i Greåker och Säffle ingår i Nordic Paper.
- Emballagefabrikerna i Sarpsborg och Sykkylven; Norge, Randers; Danmark, Norrköping och Bäckefors; Sverige ingår i Belgien-baserade VPK Packaging Group.
- Pappers- och kartongfabriken i Ranheim i Trondheim drivs av Pemco-ägda Ranheim Paper & Board.